# 哈欽森縣 (德克薩斯州)
哈欽森县（英語：Hutchinson County）是美國德克薩斯州北部狹地的一個縣。面積2,318平方公里。根据美國2000年人口普查，共有人口23,857人。縣治斯提內特（Stinnett）。
成立於1876年8月21日，縣政府成立於1901年。縣名德克薩斯共和國區域法官安德森·哈欽森（Anderson Hutchison）。